# Wesley Kanne Clark
Wesley Kanne Clark, ameriški general in politik, * 23. december 1944, Chicago.
Vso kariero, 34 let, je deloval kot pripadnik Kopenske vojske Združenih držav Amerike, kjer je napredoval do čina generala in prejel številna odlikovanja, med njimi predsedniško medaljo svobode. Kot vrhovni poveljnik zavezniških sil za Evropo v letih 1997 do 2000 je poveljeval operaciji Zavezniška sila med vojno na Kosovu. Po nepričakovani razrešitvi leta 2000, domnevno iz političnih razlogov, se je bil prisiljen upokojiti.
Leta 2003 se je potegoval za demokratsko nominacijo na volitvah za predsednika Združenih držav Amerike, kasneje pa je iz tekme izstopil in aktivno podprl kasnejšega demokratskega kandidata Johna F. Kerryja.